# Icona drama
Espèce
Icona drama est une espèce d'araignées aranéomorphes de la famille des Theridiidae.

## Distribution
Cette espèce est endémique des îles Auckland en Nouvelle-Zélande.

## Publication originale
- Forster, 1964 : The Araneae and Opiliones of the subantarctic islands of New Zealand. Pacific Insects Monographs, vol. 7, p. 58-115.